# Jean Baptiste Dieter
Jean Baptiste Dieter SM (niem. Johannes Dieter, ur. 30 września 1903 w Einhausen, zm. 28 czerwca 1955) – niemiecki duchowny rzymskokatolicki, marista, misjonarz, wikariusz apostolski Archipelagu Nawigatorów.

## Biografia
Jean Baptiste Dieter urodził się 30 września 1903 w Einhausen w Niemczech. 29 czerwca 1933 otrzymał święcenia prezbiteriatu i został kapłanem Towarzystwa Maryi (marystów).
16 listopada 1953 papież Pius XII mianował go wikariuszem apostolskim Archipelagu Nawigatorów oraz biskupem tytularnym Jerafi. 19 maja 1954 przyjął sakrę biskupią z rąk delegata apostolskiego Australii, Nowej Zelandii i Oceanii abpa Romolo Carboniego. Współkonsekratorami byli wikariusz apostolski Fidżi Victor Frederick Foley SM oraz biskup Christchurch Edward Michael Joyce.
W 1954 wyświęcił na prezbitera przyszłego pierwszego samoańskiego biskupa i kardynała Pio Taofinuʻu. Zmarł 28 czerwca 1955 na Samoa.
W rodzinnym Einhausen został patronem jednej z ulic.